# Leacock-Leola-Bareville
Leacock-Leola-Bareville es un lugar designado por el censo ubicado en el condado de Lancaster en el estado estadounidense de Pensilvania. En el año 2000 tenía una población de 6,625 habitantes y una densidad poblacional de 424.2 personas por km².

## Geografía
Leacock-Leola-Bareville se encuentra ubicado en las coordenadas 40°05′22″N 76°11′06″O / 40.08944, -76.18500.

## Demografía
Según la Oficina del Censo en 2000 los ingresos medios por hogar en la localidad eran de $47,869 y los ingresos medios por familia eran $51,232. Los hombres tenían unos ingresos medios de $35,340 frente a los $22,202 para las mujeres. La renta per cápita para la localidad era de $22,369. Alrededor del 4.7% de la población estaba por debajo del umbral de pobreza.